# Province de Tapacarí
La province de Tapacarí est une des 16 provinces du département de Cochabamba, en Bolivie. Son chef-lieu est la ville de Tapacarí.